# Cumnoria
Cumnoria là một chi khủng long, được Seeley mô tả khoa học năm 1888.